# シャドウゲイト (競走馬)
シャドウゲイトは日本生まれの競走馬。おもな勝ち鞍は2007年の中山金杯、シンガポール航空インターナショナルカップ、2010年の中京記念。

## 戦績

### 2005年
2005年2月19日、東京競馬場で行われた新馬戦でデビュー。デビュー戦は6着に終わる。3戦目の未勝利戦で同じ社台ファームの生産馬であるトーセンダンスらを相手に勝利を収めると、続いて東京優駿（日本ダービー）トライアルのプリンシパルステークスに出走。11番人気ながら2着に入り、東京優駿（日本ダービー）の優先出走権を得る。しかし本番の東京優駿（日本ダービー）では勝ち馬ディープインパクトに及ばず16着と完敗する。
その後、札幌競馬場でのグリーンチャンネルカップ（500万下）でメルシーエイタイムらを相手に勝利し、再びGIの第66回菊花賞に出走する。このレースでは無敗での三冠達成が掛かったディープインパクトに異様な注目が集まる中、好スタートから先頭に立つと大逃げをうつ。しかし直後をマークしていた横山典弘騎乗のアドマイヤジャパンに4コーナーであっさり交わされるとそのまま直線で失速し、結局ディープインパクトの15着に敗れる。その後、条件戦（1000万下）に戻ることになるが、やはり精彩を欠き2005年を終えることになる。

### 2006年
2006年、前半は1000万下の条件戦に出走していたが、精彩を欠き500万下に降級。降級後の7月に函館競馬場の大森浜特別（500万下）で勝利し3勝目を上げ、1000万下に再び昇級した。次走のHTB賞（1000万下）は3着に敗れるものの、鞍上に田中勝春を初めて迎えた12月の香取特別（1000万下）を勝利し4勝目を上げ2006年を終えた。

### 2007年

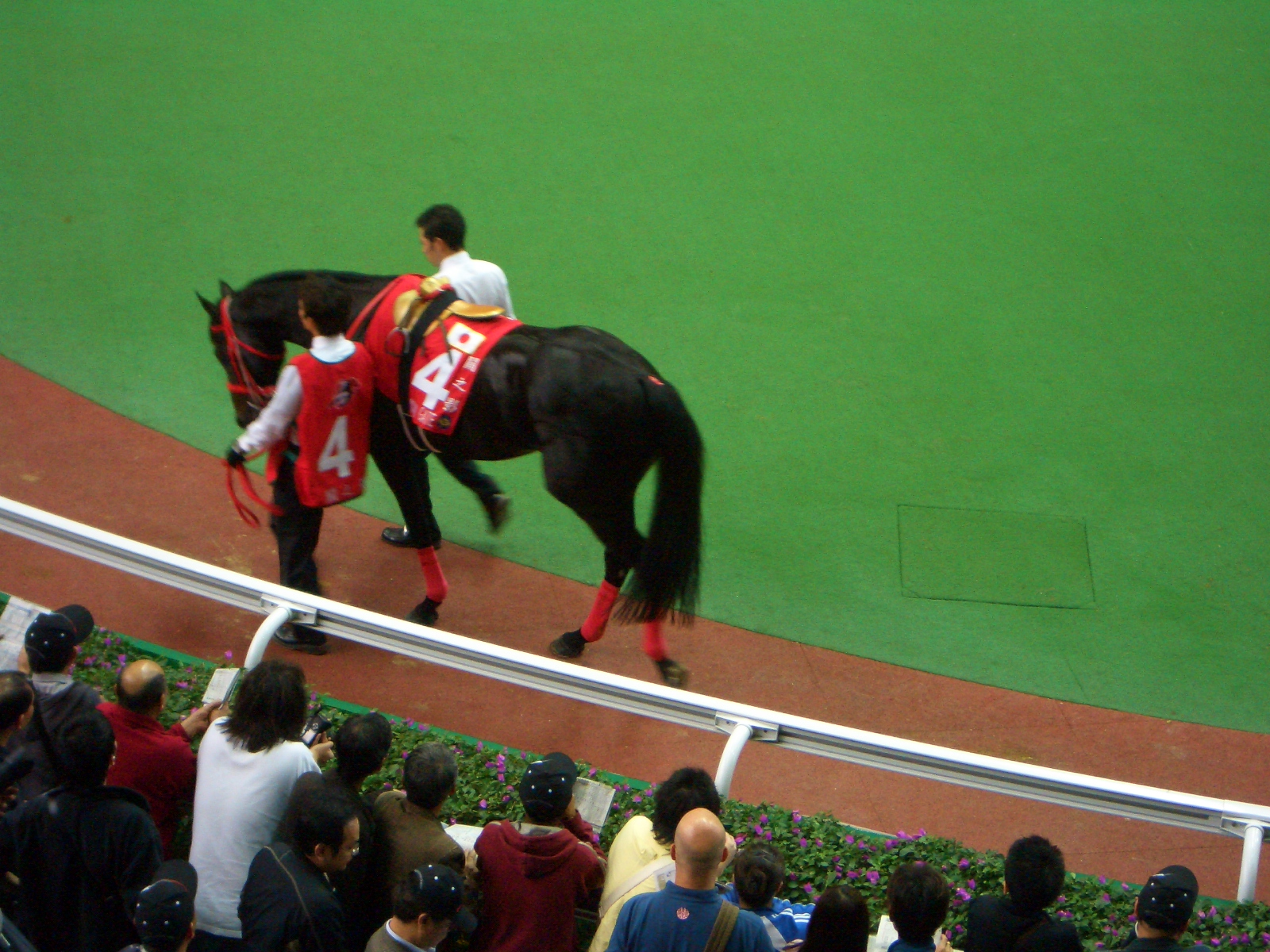
2007年香港カップ

2007年の初戦は重賞の中山金杯に格上挑戦で出走する。このレースでは斤量53kgの軽ハンデを活かし3コーナーで先頭に立つとそのまま押し切り、2着に7馬身もの差を付けて優勝。重賞初制覇となった。
次走の中山記念では前走の実績から1番人気に推されるが、逃げたローエングリンを捕らえきれず4着に敗れる。続く産経大阪杯では鞍上の田中勝春が騎乗停止中であった為、この年からJRA騎手となった安藤光彰が乗り替りで騎乗。スローペースの単騎逃げに持ち込み、前年のクラシック2冠馬メイショウサムソンと接戦の2着に逃げ粘った。
次走は、鞍上を田中勝春に再び戻し、初の海外遠征となるシンガポール航空インターナショナルカップに出走。現地でも1番人気に支持される。レースはスタート後、道中4番手を追走し、直線手前で早めに先頭に立つとそのまま押し切り、見事に初のGI勝利を海外G1制覇という形で成し遂げた。また2着には前年の覇者であるホッカイドウ競馬所属のコスモバルクが入り、日本馬のワンツー決着となった。
続いての第48回宝塚記念では、雨で渋った馬場となり、これが有利になるかとも思われたが、14着に大敗した。その後8月1日にコックスプレートの一次登録を済ませたが、9月3日に馬インフルエンザ影響で登録を取り消された。その為当初の予定を変更して第136回天皇賞（秋）に出走。しかし、レースでは最後の直線で不利を受け13着に敗れた。ちなみに、そのときに斜行したエイシンデピュティは8位入線ながら14着に降着となっている。
11月11日に予備登録を行っていなかったが香港カップへの選出馬となったことが発表され、関係者は招待受諾を表明し、阪神競馬場で14日間の輸出検疫を受けた。そして香港マイルに出走するコンゴウリキシオーと共に11月28日に関西国際空港から香港に向けて出国し、約5時間半後にシャティン競馬場へ到着した。12月9日のレースでは、好スタートを決め、道中は2番手に位置し、最終コーナーで早めに先頭に立つものの、直線では粘りきれず5着だった。なお、同日行われた香港ヴァーズでは、シンガポールで下したドクターディーノが優勝している。レース後は12月12日にコンゴウリキシオーと共に成田空港に到着し、輸入検疫を受けるために競馬学校に移動した。

### 2008年
2008年の初戦は川崎記念に、クリストフ・ルメールの騎乗で出走。有力馬2頭が取り消し、出走頭数が10頭と少なくなったこともあって、最後は中団から伸び、初のダート競走ながら3着に入った。しかし続くダイオライト記念では9着と大敗した。その後の4月4日にシンガポール航空インターナショナルカップの選出馬となり招待を受諾したことが発表され、2年連続で同競走に出走することになった。しかし4月11日に衛生条件に関する協議の結果、出走不可能になったと発表され、連覇の道が途絶えた。これで馬インフルエンザの影響で遠征が中止されたのは2度目となった。目標を切り替え、5月5日のかしわ記念に出走するが5着に終わった。日本テレビ盃を回避した後、芝に戻ったオールカマーでは8着に敗れた。続く福島記念では三浦皇成に乗り替わって5着だった。

### 2009年
2009年の初戦は2年前に優勝している中山金杯に出走したが、ブービーの15着と大敗した。その後、休養を挟んで4月5日の大阪杯では6着だった。続く金鯱賞ではサクラメガワンダーの2着と久々に好走した。続く7月12日の七夕賞では好位追走も7着に終わった。続く8月23日の札幌記念では11着と大敗した。休養を挟み、11月21日の福島記念に出走したが終始後方のまま10着と惨敗した。その後、12月27日の第54回有馬記念では9着に終わった。

### 2010年

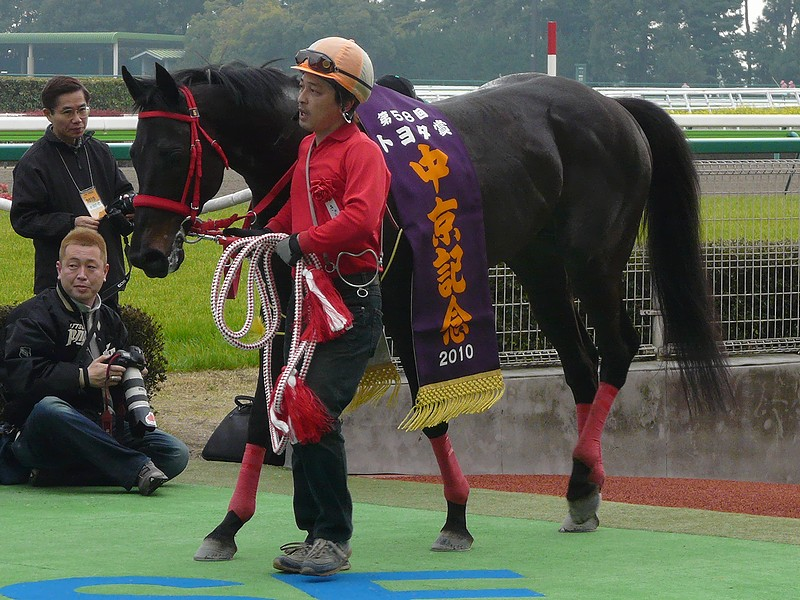
中京記念

2010年の初戦はアメリカジョッキークラブカップに出走。スタート後にハナに立ったベルモントルパンを向正面でかわして逃げる展開となったが、最後の直線で好位のインで追走したネヴァブションにとらえられ2着に敗れた。続く中山記念では2番人気で出走。発走直後に大きく躓いて落馬寸前の致命的不利となり、最後方からレースを進め、直線で追い上げるも6着だった。中山記念から中1週で中京記念に出走。トップハンデの57.5kgを背負ったが、レースではタスカータソルテに1馬身1/4の差をつけて勝利した。次にシンガポール航空インターナショナルカップに出走する予定だったが、ゲートに突進し後扉を破損、その際に後脚に外傷を負い発走前に競走から除外された。帰国後、7月25日の函館記念では見せ場なく10着と大敗した。続く札幌記念では中団の外目を追走するが、直線ではまったく伸びず13着に敗れた。

### 2011年
2011年初戦の京都記念では道中早めに仕掛けるが10着と大敗。中京記念では2番手追走から直線で一旦先頭に立ったがナリタクリスタルにかわされ2着となり連覇はならなかった。新潟大賞典では最内枠から逃げ、直線に入っても渋太く粘り込む勢いだったが残り200mで後続馬にかわされて5着。七夕賞では3番手追走から抜け出すも外から脚を伸ばしたイタリアンレッド、タッチミーノットにかわされ4着。秋緒戦のオールカマーでは大外枠からハナを主張し逃げたが直線で失速し9着と殿負けを喫した。天皇賞（秋）では終始後方のまま13着。中日新聞杯では3・4番手追走も直線で一杯になり10着と惨敗した。有馬記念に出走登録を行ったものの、回避した。

### 2012年以降
2012年1月4日付けで競走馬登録を抹消、アイルランドの児玉敬厩舎へ移籍する。移籍初戦をレコードタイムで優勝。続く準重賞では8着に敗れた。これが最後の競走になり、2013年5月に現役を引退、アイルランドで種牡馬になった。

## 競走成績
| 年月日     | 競馬場           | 競走名                | 格       | 頭数 | オッズ （人気） | オッズ （人気） | 着順 | 騎手         | 斤量 [kg] | 距離（馬場）  | タイム （上り3F） | タイム 差 | 勝ち馬/（2着馬）       |
| ---------- | ---------------- | --------------------- | -------- | ---- | --------------- | --------------- | ---- | ------------ | --------- | ------------- | ----------------- | --------- | ---------------------- |
| 2005.02.19 | 東京             | 3歳新馬               |          | 11   | 005.2           | 0（2人）        | 06着 | 横山典弘     | 56        | 芝1600m（重） | 1:40.7 (36.7)     | -0.5      | シルクサルート         |
| 0000.03.05 | 中山             | 3歳未勝利             |          | 16   | 005.7           | 0（3人）        | 02着 | 横山典弘     | 56        | 芝1600m（稍） | 1:36.5 (36.3)     | -0.3      | ゴールドジェネラル     |
| 0000.04.03 | 中山             | 3歳未勝利             |          | 14   | 003.6           | 0（2人）        | 01着 | 柴田善臣     | 56        | 芝1800m（良） | 1:50.1 (34.5)     | -0.3      | （ピサノパテック）     |
| 0000.05.07 | 東京             | プリンシパルS         | OP       | 13   | 085.1           | （11人）        | 02着 | 小野次郎     | 56        | 芝2000m（良） | 2:01.2 (34.4)     | -0.0      | エイシンニーザン       |
| 0000.05.29 | 東京             | 東京優駿              | GI       | 18   | 137.4           | （14人）        | 16着 | 小野次郎     | 57        | 芝2400m（良） | 2.27.5 (38.6)     | -4.2      | ディープインパクト     |
| 0000.09.17 | 札幌             | グリーンチャンネルC   | 500万下  | 14   | 003.7           | 0（2人）        | 01着 | 藤田伸二     | 54        | 芝1800m（良） | 1:49.7 (34.9)     | -0.0      | （リキッドノーツ）     |
| 0000.10.23 | 京都             | 菊花賞                | GI       | 16   | 077.1           | 0（9人）        | 15着 | 佐藤哲三     | 57        | 芝3000m（良） | 3:09.6 (40.7)     | -5.0      | ディープインパクト     |
| 0000.12.18 | 中山             | 香取特別              | 1000万下 | 16   | 003.2           | 0（1人）        | 07着 | 菊沢隆徳     | 56        | 芝1800m（良） | 1:48.8 (36.4)     | -0.5      | ミヤビキララ           |
| 2006.01.05 | 中山             | 4歳以上1000万下       |          | 14   | 005.4           | 0（3人）        | 02着 | 柴山雄一     | 56        | 芝1800m（良） | 1:48.6 (35.2)     | -0.0      | レディーシップ         |
| 0000.02.05 | 東京             | テレビ山梨杯          | 1000万下 | 16   | 006.2           | 0（2人）        | 09着 | 柴山雄一     | 57        | 芝1600m（良） | 1:34.8 (36.9)     | -0.6      | ウインディグニティ     |
| 0000.03.04 | 中山             | 両国特別              | 1000万下 | 15   | 004.6           | 0（2人）        | 04着 | M.デムーロ   | 57        | 芝1800m（稍） | 1:51.5 (34.7)     | -0.7      | エクスプロイト         |
| 0000.04.08 | 福島             | 飯坂温泉特別          | 1000万下 | 15   | 006.6           | 0（3人）        | 06着 | 大西直宏     | 57        | 芝1800m（稍） | 1:49.4 (36.9)     | -1.1      | サウスポール           |
| 0000.07.01 | 函館             | 大森浜特別            | 500万下  | 8    | 002.7           | 0（2人）        | 01着 | 藤田伸二     | 57        | 芝1800m（良） | 1:49.1 (36.2)     | -0.2      | （フィールドベアー）   |
| 0000.07.29 | 函館             | HTB杯                 | 1000万下 | 16   | 006.4           | 0（3人）        | 03着 | 藤田伸二     | 56        | 芝2000m（良） | 2:01.9 (37.2)     | -0.4      | スズカフェニックス     |
| 0000.12.17 | 中山             | 香取特別              | 1000万下 | 14   | 006.6           | 0（2人）        | 01着 | 田中勝春     | 57        | 芝1800m（良） | 1:47.9 (35.4)     | -1.2      | （ヤマニンスプラウト） |
| 2007.01.06 | 中山             | 中山金杯              | GIII     | 16   | 007.3           | 0（3人）        | 01着 | 田中勝春     | 53        | 芝2000m（重） | 2:02.4 (38.0)     | -1.2      | （アサカディフィート） |
| 0000.02.25 | 中山             | 中山記念              | GII      | 16   | 003.8           | 0（1人）        | 04着 | 田中勝春     | 57        | 芝1800m（重） | 1:47.5 (35.9)     | -0.3      | ローエングリン         |
| 0000.04.01 | 阪神             | 産経大阪杯            | GII      | 11   | 004.7           | 0（2人）        | 02着 | 安藤光彰     | 55        | 芝2000m（良） | 2:01.5 (35.2)     | -0.1      | メイショウサムソン     |
| 0000.05.20 | クランジ         | シンガポール航空国際C | G1       | 13   |                 | 0（1人）        | 01着 | 田中勝春     | 57        | 芝2000m（稍） | 2:04.0            | -0.0      | (Cosmo Bulk)           |
| 0000.06.24 | 阪神             | 宝塚記念              | GI       | 18   | 023.7           | 0（7人）        | 14着 | 田中勝春     | 58        | 芝2200m（稍） | 2:16.0 (40.4)     | -3.6      | アドマイヤムーン       |
| 0000.10.28 | 東京             | 天皇賞（秋）          | GI       | 16   | 035.2           | 0（9人）        | 13着 | 田中勝春     | 58        | 芝2000m（稍） | 2:00.1 (36.3)     | -1.7      | メイショウサムソン     |
| 0000.12.08 | 沙田             | 香港C                 | G1       | 7    |                 | 0（5人）        | 05着 | 田中勝春     | 57        | 芝2000m（良） | 2:03.5 (00.0)     | -0.7      | Ramonti                |
| 2008.01.30 | 川崎             | 川崎記念              | JpnI     | 10   | 006.3           | 0（3人）        | 03着 | C.ルメール   | 57        | ダ2100m（稍） | 2:14.5 (37.2)     | -1.4      | フィールドルージュ     |
| 0000.03.05 | 船橋             | ダイオライト記念      | JpnII    | 14   | 009.4           | 0（6人）        | 09着 | 藤田伸二     | 56        | ダ2400m（良） | 2:38.8 (43.5)     | -4.1      | フリオーソ             |
| 0000.05.05 | 船橋             | かしわ記念            | JpnI     | 14   | 016.5           | 0（5人）        | 05着 | 田中勝春     | 57        | ダ1600m（稍） | 1:39.3 (39.3)     | -1.7      | ボンネビルレコード     |
| 0000.09.28 | 中山             | オールカマー          | GII      | 16   | 016.0           | 0（4人）        | 08着 | 田中勝春     | 58        | 芝2200m（良） | 2:12.9 (35.6)     | -0.9      | マツリダゴッホ         |
| 0000.11.24 | 福島             | 福島記念              | GIII     | 15   | 013.9           | 0（8人）        | 05着 | 三浦皇成     | 57.5      | 芝2000m（良） | 2:00.5 (36.5)     | -0.4      | マンハッタンスカイ     |
| 2009.01.04 | 中山             | 中山金杯              | GIII     | 16   | 028.2           | 0（9人）        | 15着 | 内田博幸     | 57.5      | 芝2000m（良） | 1:59.8 (37.0)     | -1.3      | アドマイヤフジ         |
| 0000.04.05 | 阪神             | 産経大阪杯            | GII      | 12   | 157.9           | （10人）        | 06着 | 田中勝春     | 58        | 芝2000m（良） | 2:00.4 (34.8)     | -0.7      | ドリームジャーニー     |
| 0000.05.30 | 中京             | 金鯱賞                | GII      | 18   | 025.7           | 0（8人）        | 02着 | 田中勝春     | 58        | 芝2000m（良） | 1:58.6 (34.5)     | -0.2      | サクラメガワンダー     |
| 0000.07.12 | 福島             | 七夕賞                | GIII     | 16   | 005.7           | 0（3人）        | 07着 | 田中勝春     | 57.5      | 芝2000m（良） | 2:00.5 (35.3)     | -0.3      | ミヤビランベリ         |
| 0000.08.23 | 札幌             | 札幌記念              | GII      | 16   | 031.4           | 0（9人）        | 11着 | 三浦皇成     | 57        | 芝2000m（良） | 2:01.5 (36.2)     | -0.8      | ヤマニンキングリー     |
| 0000.11.21 | 福島             | 福島記念              | GIII     | 16   | 015.4           | 0（9人）        | 10着 | 中舘英二     | 57.5      | 芝2000m（良） | 1:59.4 (36.1)     | -0.8      | サニーサンデー         |
| 0000.12.27 | 中山             | 有馬記念              | GI       | 16   | 123.4           | （16人）        | 09着 | 田中勝春     | 57        | 芝2500m（良） | 2:32.7 (38.6)     | -2.7      | ドリームジャーニー     |
| 2010.01.24 | 中山             | AJCC                  | GII      | 13   | 028.3           | 0（9人）        | 02着 | 田中勝春     | 58        | 芝2200m（良） | 2:12.6 (35.1)     | -0.0      | ネヴァブション         |
| 0000.02.28 | 中山             | 中山記念              | GII      | 16   | 004.4           | 0（2人）        | 06着 | 横山典弘     | 58        | 芝1800m（不） | 1:52.8 (37.3)     | -1.1      | トーセンクラウン       |
| 0000.03.13 | 中京             | 中京記念              | GIII     | 18   | 008.3           | 0（4人）        | 01着 | 田中勝春     | 57.5      | 芝2000m（良） | 2:02.0 (35.3)     | -0.2      | （タスカータソルテ）   |
| 0000.05.16 | クランジ         | シンガポール航空国際C | G1       | 11   |                 |                 | 除外 | 田中勝春     | 57        | 芝2000m（稍） |                   |           | Lizard's Desire        |
| 0000.07.25 | 函館             | 函館記念              | GIII     | 16   | 008.3           | 0（4人）        | 10着 | 田中勝春     | 58        | 芝2000m（良） | 1:59.4 (35.0)     | -0.9      | マイネルスターリー     |
| 0000.08.22 | 札幌             | 札幌記念              | GII      | 16   | 029.4           | （10人）        | 13着 | 田中勝春     | 57        | 芝2000m（良） | 2:00.6 (36.3)     | -1.2      | アーネストリー         |
| 2011.02.13 | 京都             | 京都記念              | GII      | 12   | 136.7           | （10人）        | 10着 | 岩田康誠     | 58        | 芝2200m（良） | 2:15.9 (36.7)     | -2.0      | トゥザグローリー       |
| 0000.03.20 | 小倉             | 中京記念              | GIII     | 16   | 018.6           | 0（8人）        | 02着 | 田中勝春     | 58        | 芝2000m（稍） | 2:00.4 (36.9)     | -0.4      | ナリタクリスタル       |
| 0000.05.08 | 新潟             | 新潟大賞典            | GIII     | 15   | 016.2           | 0（7人）        | 05着 | 田中勝春     | 58        | 芝2000m（良） | 1:58.9 (35.6)     | -0.5      | セイクリッドバレー     |
| 0000.07.10 | 中山             | 七夕賞                | GIII     | 17   | 035.4           | （11人）        | 04着 | 田中勝春     | 58        | 芝2000m（良） | 2:00.9 (35.7)     | -0.4      | イタリアンレッド       |
| 0000.09.25 | 中山             | オールカマー          | GII      | 9    | 015.9           | 0（5人）        | 09着 | 田中勝春     | 58        | 芝2200m（良） | 2:12.6 (36.9)     | -1.4      | アーネストリー         |
| 0000.10.30 | 東京             | 天皇賞（秋）          | GI       | 18   | 356.2           | （18人）        | 13着 | 田中勝春     | 58        | 芝2000m（良） | 1:58.2 (35.4)     | -2.1      | トーセンジョーダン     |
| 0000.12.10 | 小倉             | 中日新聞杯            | GIII     | 18   | 031.6           | 0（7人）        | 10着 | 川須栄彦     | 57.5      | 芝2000m（良） | 2:00.2 (36.4)     | -0.6      | コスモファントム       |
| 2012.10.19 | ダンドーク       | 一般戦                |          | 11   |                 |                 | 01着 | D.マクドノー | 59.4      | AW2148m（稍） | R2:10.48          | -0.46     | (Ernest Hemingway)     |
| 0000.12.22 | リングフィールド | ケベックS             | 準重賞   | 11   |                 |                 | 08着 | F.ベリー     | 58.5      | AW2011m（稍） |                   |           | True To Form           |

- タイム欄のRはレコード勝ちを示す。

## 血統表
| シャドウゲイトの血統（リファール系（ノーザンダンサー系） / Northern Dancer4×5=9.38%） | シャドウゲイトの血統（リファール系（ノーザンダンサー系） / Northern Dancer4×5=9.38%） | シャドウゲイトの血統（リファール系（ノーザンダンサー系） / Northern Dancer4×5=9.38%） | （血統表の出典）         | （血統表の出典）  |
| 父 *ホワイトマズル White Muzzle 1990 鹿毛                                             | 父の父*ダンシングブレーヴ Dancing Brave 1983 鹿毛                                     | Lyphard                                                                               | Northern Dancer          | Northern Dancer   |
| 父 *ホワイトマズル White Muzzle 1990 鹿毛                                             | 父の父*ダンシングブレーヴ Dancing Brave 1983 鹿毛                                     | Lyphard                                                                               | Goofed                   |                   |
| 父 *ホワイトマズル White Muzzle 1990 鹿毛                                             | 父の父*ダンシングブレーヴ Dancing Brave 1983 鹿毛                                     | Navajo Princess                                                                       | Drone                    | Drone             |
| 父 *ホワイトマズル White Muzzle 1990 鹿毛                                             | 父の父*ダンシングブレーヴ Dancing Brave 1983 鹿毛                                     | Navajo Princess                                                                       | Olmac                    |                   |
| 父 *ホワイトマズル White Muzzle 1990 鹿毛                                             | 父の母Fair of the Furze 1982 鹿毛                                                     | Ela-Mana-Mou                                                                          | *ピットカーン            | *ピットカーン     |
| 父 *ホワイトマズル White Muzzle 1990 鹿毛                                             | 父の母Fair of the Furze 1982 鹿毛                                                     | Ela-Mana-Mou                                                                          | Rose Bertin              |                   |
| 父 *ホワイトマズル White Muzzle 1990 鹿毛                                             | 父の母Fair of the Furze 1982 鹿毛                                                     | Autocratic                                                                            | Tyrant                   | Tyrant            |
| 父 *ホワイトマズル White Muzzle 1990 鹿毛                                             | 父の母Fair of the Furze 1982 鹿毛                                                     | Autocratic                                                                            | Flight Table             |                   |
| 母 ファビラスターン 1994 黒鹿毛                                                       | 母の父*サンデーサイレンス Sunday Silence 1986 青鹿毛                                  | Halo                                                                                  | Hail to Reason           | Hail to Reason    |
| 母 ファビラスターン 1994 黒鹿毛                                                       | 母の父*サンデーサイレンス Sunday Silence 1986 青鹿毛                                  | Halo                                                                                  | Cosmah                   |                   |
| 母 ファビラスターン 1994 黒鹿毛                                                       | 母の父*サンデーサイレンス Sunday Silence 1986 青鹿毛                                  | Wishing Well                                                                          | Understanding            | Understanding     |
| 母 ファビラスターン 1994 黒鹿毛                                                       | 母の父*サンデーサイレンス Sunday Silence 1986 青鹿毛                                  | Wishing Well                                                                          | Mountain Flower          |                   |
| 母 ファビラスターン 1994 黒鹿毛                                                       | 母の母カッティングエッジ 1986 栗毛                                                    | *ファバージ                                                                           | Princely Gift            | Princely Gift     |
| 母 ファビラスターン 1994 黒鹿毛                                                       | 母の母カッティングエッジ 1986 栗毛                                                    | *ファバージ                                                                           | Spring Offensive         |                   |
| 母 ファビラスターン 1994 黒鹿毛                                                       | 母の母カッティングエッジ 1986 栗毛                                                    | メルドスポート                                                                        | *ノーザンテースト        | *ノーザンテースト |
| 母 ファビラスターン 1994 黒鹿毛                                                       | 母の母カッティングエッジ 1986 栗毛                                                    | メルドスポート                                                                        | シャダイプリマ F-No.22-d |                   |

### 近親
- 半弟サトノタイガーは南関東公営競馬で重賞2勝 - 川崎マイラーズ、アフター5スター賞
- 祖母カッティングエッジは重賞2勝 - クイーンカップ、テレビ東京賞3歳牝馬ステークス
- 祖母カッティングエッジの半弟に種牡馬であるディヴァインライトがいる。
- 曾祖母メルドスポートの全姉シャダイワーデンの産駒に皐月賞の勝ち馬、種牡馬のダイナコスモスがいる。
- そのほかの近親はナイトライト#主要なファミリーラインを参照。